# روبن سموت
روبن سموت (بالإنجليزية: Ruben Sammut)‏ هو لاعب كرة قدم بريطاني في مركز الوسط، ولد في 26 سبتمبر 1997 في ميدستون في المملكة المتحدة. لعب مع نادي تشيلسي ونادي فالكيرك.

## وصلات خارجية
- روبن سموت على موقع الاتحاد الأوربي (الإنجليزية)
- روبن سموت على موقع الاتحاد الإسكتلندي (الإنجليزية)
- روبن سموت على موقع قاعدة بيانات كرة القدم.إي يو (الإنجليزية)
- روبن سموت على موقع Soccerbase.com (لاعب) (الإنجليزية)
- روبن سموت على موقع Soccerway.com (الإنجليزية)